# Королевская регата
«Королевская регата» — советский широкоформатный художественный фильм 1966 года, поставленный режиссёром Юрием Чулюкиным.

## Сюжет
Студенческая команда Московского авиационного института (МАИ) по академической гребле потерпела поражение в соревнованиях. Тренер бросает команду и уходит, забрав с собой лучших гребцов. Оставшиеся спортсмены решают собрать новую команду, а руководство института назначает им нового тренера — преподавателя гидродинамики.
Упорно тренируясь и преодолевая все препятствия, команда настойчиво идёт к своей мечте — участию в королевской регате «восьмёрок», проводимой в ФРГ.
Одновременно в ФРГ прилетает экипаж Алёны — возлюбленной гребца Васи. В перерыве между рейсами экипаж Алёны решает поддержать команду студентов и отправляется на регату. С приключениями они успевают на соревнования и присоединяются к группе болельщиков, однако, услышав голос Алёны, Вася сбивается с темпа, и в результате советская команда занимает почётное второе место, уступив лишь хозяевам.

## В ролях
| Актёр                     | Роль                                                             |
| ------------------------- | ---------------------------------------------------------------- |
| Наталья Кустинская        | стюардесса Алёна                                                 |
| Валентин Смирнитский      | Вася                                                             |
| Александр Грузинский      | дьячок, дед Тараса Гервасий Федосеевич                           |
| Александр Ханов           | генерал, дед Васи Алексей Иванович                               |
| Георгий Куликов           | тренер команды гребцов МАИ Николай Львович Борисов («Нильс Бор») |
| Вячеслав Захаров          | рулевой команды гребцов Сева                                     |
| Александр Потапов         | гребец Тарас                                                     |
| Александр Мартышкин       | гребец (озвучивает Юрий Саранцев) Паша                           |
| Игорь Юрашас              | гребец Антон                                                     |
| Леонид Брусин             | гребец Викентий                                                  |
| Юрий Цурило               | гребец, артист театра «Ромэн» Марко                              |
| Филимон Сергеев           | гребец-первокурсник Кирилл                                       |
| Геннадий Болибок          | гребец Юхан                                                      |
| Олег Мокшанцев            | тренер Владимир Яковлевич Солуянов                               |
| Леонид Чубаров            | помощник Солуянова                                               |
| Дмитрий Масанов           | учёный из МАИ Иван                                               |
| Ирина Мирошниченко        | студентка-скульптор, подруга Юхана Виолетта                      |
| Павел Винник              | сержант милиции Шатров                                           |
| Регина Темир-Булат        | крановщица Марина                                                |
| Гриша Плоткин             | Петя                                                             |
| Аркадий Цинман            | докладчик на учёном совете                                       |
| Кларина Фролова-Воронцова | бабушка Алёны                                                    |
| Георгий Светлани          | дедушка Алёны                                                    |
| Александр Леньков         | Лёня                                                             |
| Марина Влади              | камео                                                            |
| Томас Хольцман            | камео                                                            |
| Ян Спарре                 | спортивный комментатор (камео)                                   |

## Съёмочная группа
- Режиссёр: Юрий Чулюкин
- Сценаристы: Борис Васильев, Кирилл Рапопорт, Семён Листов
- Операторы: Пётр Сатуновский, Герман Шатров
- Композитор: Михаил Зив
- Художник: Давид Виницкий

## Оценки
Критиками фильм был принят неоднозначно: многие считали его недоработанным и поверхностным, хотя были и почитатели, видевшие в нём отличную комедию.
Киновед А. Никольский из журнала «Крокодил», отмечая красочность картины и стремление съёмочной группы «сделать фильм как можно лучше», выразил полное недоумение по поводу художественной составляющей. Чтобы исправить ситуацию, говорит критик, авторы «подают картину в плане комедии», что им не вполне удаётся: «Потому что комедия должна быть как минимум остроумной, а тут особого остроумия как-то и незаметно, если не считать, что персонажи падают в воду».
Кинокритик Татьяна Иванова, признавая такие недостатки картины, как отсутствие психологически разработанных образов, слабость комедийных ситуаций, тем не менее тепло отнеслась к фильму. В анонсе, представленном в «Спутнике кинозрителя», она писала: «Но есть, наверно, в „Королевской регате“ какой-то свой, особый и могущественный секрет. Иначе, чем объяснить успех, с которым прошла премьера комедии в кинотеатре „Мир“?» По мнению кинокритика, секрет успеха фильма у зрителя заключается в том, что его авторам удалось «извлечь максимум из спортивного состязания как из зрелища».